# Saison 2022-2023 du Raja Club Athletic
Maillots
Chronologie
Saison précédente Saison suivante
La saison 2022-2023 du Raja Club Athletic est la 74e de l'histoire du club depuis sa fondation le 20 mars 1949. Elle fait suite à la saison 2021-2022 dans laquelle le Raja a terminé vice-champion en championnat.
Au titre de cette saison, le Raja CA est engagé dans trois compétitions officielles: le Championnat du Maroc, la Coupe du Trône et la Ligue des champions.
Le meilleur buteur de la saison est Hamza Khabba avec 8 buts inscrits toutes compétitions confondues, tandis que le meilleur passeur est Yousri Bouzok avec 7 passes décisives.

## Avant saison

### Démission de Anis Mahfoud
Le 17 mai 2022, deux jours après la défaite contre le Rapide Club d'Oued-Zem, lanterne rouge du championnat, le comité directeur de Anis Mahfoud annonce sa démission collective à l’issue de la saison 2021-2022 et la tenue d'une assemblée générale élective.
Cette démission ne surprend ni les supporters, qui protestaient déjà depuis plusieurs semaines, ni l’opinion sportive au vu des résultats de l'équipe qui est sortie précocement de la Ligue des champions et n’arrive pas à atteindre la vitesse de croisière nécessaire pour supporter le rythme du championnat et surtout pour convaincre son public. En général, on reproche à Anis Mahfoud sa mauvaise gestion du club et les mauvais choix sportifs, plus particulièrement le limogeage de Lassaad Chabbi et la venue de Marc Wilmots puis celle de Rachid Taoussi.

### Élection de Aziz El Badraoui
Le 23 mai, le riche entrepreneur de 51 ans Aziz El Badraoui exprime sa volonté de devenir président du Raja Club Athletic. Il rencontre d'abord les anciens présidents, plus connus sous le nom des « sages », les adhérents puis Anis Mahfoud pour fixer une date pour l'assemblée générale extraordinaire,.
Le 3 juin, il dépose son dossier de candidature au Complexe sportif Raja-Oasis en vue de l'assemblée générale prévue le 16 juin. Le 8 juin, la période légale de dépôt des candidatures arrive à terme, il devient donc le seul candidat à la présidence du club.
Le 16 juin, Aziz El Badraoui est élu président du Raja Club Athletic à l'unanimité par l'assemblée générale élective et promet une “nouvelle ère”. « Je vous promets que je serais à la hauteur de vos attentes. Je suis prêt à donner de mon temps et de ma santé pour le bien du Raja… Je ne céderai absolument rien et je donnerai de mon sang pour ce club. Nous tisserons des liens avec tous les acteurs (la FRMF, la LNFP, les médias…) pour le bien de tout le monde. C’est une nouvelle ère au cours de laquelle il faudra hisser la barre haut, d’abord en adoptant les bonnes conduites et ensuite sur le plan sportif avec des titres et des exploits » a déclaré El Badraoui avant d’annoncer la date de l’assemblée générale ordinaire, qui aura lieu le 5 juillet. Il indique également qu’il y a un trou de 65 millions de dirhams qu’il faudra combler dans un avenir proche (litiges sportifs, arriérés…)
Quelques heures après, le Raja bat le Wydad AC (2-0) et revient à un point de la tête du classement. À la suite de ce succès, chaque joueur a eu droit à une prime de 100.000 dirhams, offerte par le nouveau président.
Le 23 juin, quelques heures après la défaite à domicile face à l’Olympique de Safi (3-2), Aziz El Badraoui limoge l'entraîneur Rachid Taoussi, son adjoint Mohamed Bekkari et le manager général Aziz El Amri. Il laisse l'intérim à Bouchaïb El Moubarki et Patrick De Wilde pour gérer les trois derniers matchs en Botola et le quart de finale de la Coupe du trône face au Wydad AC. Il nomme en parallèle une commission technique composée de Hilal Et-tair, Hicham Aboucharouane, et Abdelilah Fahmi qui se chargera des recrutements et le choix du prochain entraîneur, qui, selon le président, ne sera pas marocain,.
Le 2 juillet, le club annonce le report de l’assemblée générale prévue le 5 juillet à cause du retard de remise des rapports financiers des deux derniers comités présidés par Rachid Andaloussi et Anis Mahfoud.
Le 7 juillet 2022, Aziz El Badraoui annonce la venue de Faouzi Benzarti au Raja CA. La retour de l'entraîneur tunisien était très attendue par les supporters après son passage mémorable en 2013-2014.

### Nouveaux sponsors

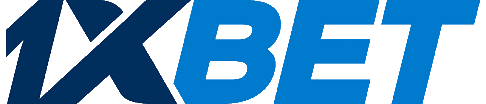
1xBet devient le sponsor officiel du club pour trois ans.

Le 1er septembre, le Raja annonce la conclusion d'un partenariat avec l'entreprise de paris sportifs 1xBet, qui devinent son sponsor officiel. Avec une rémunération de 3.300.000 dollars sur trois ans, il s'agit du plus grand contrat de sponsoring de l'histoire des clubs marocains.
Le 6 septembre, le club annonce One All Sports comme son nouveau partenaire technique (ou équipementier) pour les trois prochaines années, après avoir résilié son contrat avec Kappa.

## Préparation
Le 29 juillet, Faouzi Benzarti débarque à Casablanca en vue de commencer la préparation pour la prochaine saison à partir du 1er août. Le nouvel entraîneur sera accompagné de son adjoint Imed Ben Younes et du préparateur physique Majdi Safi.
Le club annonce que les préparatifs pour la nouvelle saison auront ainsi lieu du 1er au 9 août 2022 au Complexe Oasis. Ils se poursuivront du 10 au 20 du même mois dans un stage à huis clos. Une conférence de presse sera organisée le premier jour pour présenter les nouveaux joueurs.

### Matchs amicaux
Le 20 août 2022, le Raja CA dispute son premier match amical sous la direction de Faouzi Benzarti contre le Fath Union Sport et s'impose grâce au but de Soufiane Benjdida (0-1). Les Verts battent ensuite le Stade Marocain sur le score de 5-4 après avoir été menés 2-4 au terme de la première mi-temps. Le 20 août 2022, le Raja bat le Maghreb AS sur le score de 2-0 au Complexe Oasis.
| Date       | Adversaire        | Lieu                                    | Score | Buteurs                                                                                  |
| ---------- | ----------------- | --------------------------------------- | ----- | ---------------------------------------------------------------------------------------- |
| 20/08/2022 | Fath Union Sport  | Stade Moulay Hassan, Rabat              | 1-0   | Soufiane Benjdida 20e                                                                    |
| 23/08/2022 | Stade Marocain    | Complexe sportif Raja-Oasis, Casablanca | 5-4   | Abdelhay El Forsy 8e, Zakaria Hadraf 31e, Houssine Rahimi 76e, Soufiane Benjdida 85e 90e |
| 25/08/2022 | Maghreb AS        | Complexe sportif Raja-Oasis, Casablanca | 2-0   | Hamza Khabba 23e, Houssine Rahimi 78e                                                    |
| 27/08/2022 | Olympique Dcheira | Complexe sportif Raja-Oasis, Casablanca | 1-1   | Mohamed Boulacsoute 30e                                                                  |

## Mercato d'été
En cours de saison 2021-2022, le Raja CA a résilié le contrat de Moustapha Kouyaté et Youness Mokhtar pour leurs prestations insuffisantes, même si ce dernier n'a disputé aucun mach,. Abdelmounaim Boutouil quitte lui aussi le club sans jouer après à un accord amiable avec ses dirigeants.
Le 15 juillet 2022, le Raja signe deux contrats de trois ans avec l'arrière droit Mohamed Boulacsoute et le défenseur central Ismail Mokadem. Ce dernier a déjà effectué un test au Raja en 2018 mais n'avait pas convaincu Juan Carlos Garrido.
Le 18 juillet, le club enrôle le jeune arrière gauche du Tihad Athletic Sport Mahmoud Bentayg pour trois saisons. Cinq jours après, c'est au tour du gardien du Wydad Fès Youssef Lahouizi de rejoindre le Raja pour deux saisons.
Le 29 juillet, l'algérien de 26 ans Mehdi Boukassi vient renforcer le milieu de terrain du Raja en paraphant un contrat de deux saisons.
Le 31 juillet, le club annonce le recrutement de l'ailier algérien Yousri Bouzok, du meneur de jeu Said Azeroual, du médian Abdelhay El Forsy et le retour de Zakaria Hadraf.
Le 1er août, le Raja annonce la venue de Hamza Khabba et Hamza Moujahid après de leurs contrats avec l'Olympique Safi et l'AS FAR respectivement.
Le 2 août, le club renforce son milieu de terrain avec deux recrues importantes; Raouf Benguit qui arrive du MC Alger et Walid Sabbar, pur produit du club qui y déjà joué entre 2014 et 2018,.
Le 8 août, le club annonce la signature de l'avant-centre suédo-libérien de 25 ans Peter Wilson. Cependant, il ne réussit pas le test physique et voit son contrat annulé.
Le 29 août, le Raja finalise le recrutement du deuxième buteur du dernier championnat Axel Méyé et du médian togolais Roger Aholou,.
| Joueur                | Poste             | Âge | Type de transfert      | Durée        | Provenance/Destination | Division                |
| --------------------- | ----------------- | --- | ---------------------- | ------------ | ---------------------- | ----------------------- |
| Arrivées              |                   |     |                        |              |                        |                         |
| Ismail Mokadem        | Défenseur         | 26  | Transfert libre        | 3 ans (2025) | RS Berkane             | Botola 1                |
| Mohamed Boulacsoute   | Défenseur         | 23  | Transfert libre        | 3 ans (2025) | SCC Mohammédia         | Botola 1                |
| Yousri Bouzok         | Attaquant         | 25  | Transfert libre        | 3 ans (2025) | Paradou AC             | Ligue 1                 |
| Walid Sabbar          | Milieu de terrain | 26  | Transfert libre        | 2 ans (2024) | Emirates Club          | Arabian Gulf League     |
| Zakaria Hadraf        | Attaquant         | 34  | Transfert              | 2 ans (2024) | DH El Jadida           | Botola 1                |
| Raouf Benguit         | Milieu de terrain | 26  | Transfert              | 2 ans (2024) | MC Alger               | Ligue 1                 |
| Hamza Khabba          | Attaquant         | 26  | Prêt                   | 1 an (2023)  | Al Arabi SC            | Kuwait Premier League   |
| Hamza Moujahid        | Milieu de terrain | 27  | Transfert libre        | 2 ans (2024) | AS FAR                 | Botola 1                |
| Mehdi Boukassi (en)   | Milieu de terrain | 26  | Transfert              | 2 ans (2024) | Al-Qowa Al-Jawiya      | Iraqi Premier League    |
| Axel Méyé             | Attaquant         | 27  | Transfert              | 3 ans (2025) | AS FAR                 | Botola 1                |
| Roger Aholou          | Milieu de terrain | 28  | Transfert              | 3 ans (2025) | US Monastir            | Ligue I                 |
| Mahmoud Bentayg       | Défenseur         | 22  | Transfert              | 3 ans (2025) | Tihad AS               | Botola 2                |
| Abdelhay El Forsy     | Milieu de terrain | 24  | Transfert              | 3 ans (2025) | CA Khénifra            | Botola 2                |
| Youssef Raiani        | Milieu de terrain | 24  | Transfert              | 3 ans (2025) | Tihad AS               | Botola 2                |
| Said Azeroual         | Milieu de terrain | 25  | Transfert              | 3 ans (2025) | AS Salé                | Botola 2                |
| Youssef Lahouizi      | Gardien de but    | 27  | Transfert              | 2 ans (2024) | Wydad Fès              | Botola 2                |
| Gibril Sillah         | Attaquant         | 23  | Retour de prêt         | -            | JS Soualem             | Botola 1                |
| Houssine Rahimi       | Attaquant         | 20  | Retour de prêt         | -            | RC Oued-Zem            | Botola 1                |
| Riad Idbouiguiguine   | Milieu de terrain | 22  | Retour de prêt         | -            | JS Soualem             | Botola 1                |
| Ismail Lagrayei       | Attaquant         | 23  | Retour de prêt         | -            | Racing AC              | Botola 2                |
| Départs               |                   |     |                        |              |                        |                         |
| Moustapha Kouyaté     | Attaquant         | 28  | Résiliation de contrat | -            | -                      | -                       |
| Youness Mokhtar       | Attaquant         | 30  | Résiliation de contrat | 1 an (2023)  | Bhayangkara FC         | Liga 1                  |
| Mohsine Moutouali     | Attaquant         | 36  | Fin de contrat         | 1 an (2023)  | Al-Ahly Tripoli        | Libyan Premier League   |
| Ilias Haddad          | Défenseur         | 33  | Fin de contrat         | 2 ans (2024) | Union Touarga          | Botola 1                |
| Omar Arjoune          | Milieu de terrain | 27  | Fin de contrat         | 1 an (2023)  | Al Faisaly FC          | Saudi Premier League    |
| Fabrice Ngoma         | Milieu de terrain | 28  | Fin de contrat         | 1 an (2023)  | Al Fehayheel           | Kuwait Premier League   |
| Badr Boulahroud       | Milieu de terrain | 29  | Fin de contrat         | 3 ans (2025) | Ohod Club              | Saudi First Division    |
| Hamid Ahaddad         | Attaquant         | 27  | Fin de contrat         | 1 an (2023)  | Wydad AC               | Botola 1                |
| Zakaria El Wardi      | Milieu de terrain | 23  | Fin de contrat         | 3 ans (2025) | Zamalek SC             | Egyptian Premier League |
| Abdeljalil Jbira      | Défenseur         | 31  | Fin de contrat         | -            | -                      | -                       |
| Beni Badibanga        | Attaquant         | 26  | Résiliation de contrat | -            | -                      | -                       |
| Kadima Kabangu        | Attaquant         | 29  | Résiliation de contrat | -            | -                      | -                       |
| Abdelmounaim Boutouil | Défenseur         | 24  | Résiliation de contrat | -            | SCC Mohammédia         | Botola 1                |
| Mohamed El Mourabit   | Attaquant         | 23  | Fin de prêt            | -            | SCC Mohammédia         | Botola 1                |
| Abdellah Farah        | Attaquant         | 21  | Prêt                   | 1 an (2023)  | DH El Jadida           | Botola 1                |
| Mohamed Naim          | Défenseur         | 22  | Prêt                   | 1 an (2023)  | DH El Jadida           | Botola 1                |
| Mohamed Souboul       | Défenseur         | 20  | Prêt                   | 1 an (2023)  | IR Tanger              | Botola 1                |
| Youssef Lahouizi      | Gardien de but    | 27  | Prêt                   | 1 an (2023)  | JS Soualem             | Botola 1                |
| Gibril Sillah         | Attaquant         | 23  | Prêt                   | 1 an (2023)  | JS Soualem             | Botola 1                |
| Mouad Mouchtanim      | Milieu de terrain | 23  | Prêt                   | 1 an (2023)  | JS Soualem             | Botola 1                |

## Mercato hivernal
À l'image de plusieurs clubs du championnat, le Raja CA est interdit de recrutements et doit payer près de 550000$ pour lever cette interdiction.
Le 16 janvier 2023, le club annonce le retour au bercail de Zakaria El Wardi.
Le 23 janvier, le club annonce la venue de Nawfel Zerhouni qui conclut un contrat de prêt d'une durée de six mois. Quelques jours plus tard, c'est au tour de Abdelilah Hafidi de faire son retour en signant un contrat renouvelable de six mois.
| Joueur             | Poste             | Âge | Type de transfert | Durée                | Provenance/Destination | Division                    |
| ------------------ | ----------------- | --- | ----------------- | -------------------- | ---------------------- | --------------------------- |
| Arrivées           |                   |     |                   |                      |                        |                             |
| Zakaria El Wardi   | Milieu de terrain | 24  | Transfert libre   | 1 an et demi (2024)  | Zamalek SC             | Egyptian Premier League     |
| Abdelilah Hafidi   | Milieu de terrain | 30  | Transfert libre   | 6 mois (2023)        | Al-Hazm Rass           | Saudi First Division League |
| Nawfel Zerhouni    | Attaquant         | 27  | Prêt              | 6 mois (2023)        | Al-Hazm Rass           | Saudi First Division League |
| Mohamed Ali Manali | Défenseur         | 22  | Transfert         | 2 ans et demi (2025) | MA Tétouan             | Botola 1                    |
| Départs            |                   |     |                   |                      |                        |                             |
| Gaya Merbah        | Gardien de but    | 28  | Prêt              | 6 mois (2023)        | IR Tanger              | Botola 1                    |
| Axel Méyé          | Attaquant         | 27  | Prêt              | 6 mois (2023)        | OC Safi                | Botola 1                    |
| Abdelhay El Forsy  | Milieu de terrain | 25  | Prêt              | 6 mois (2023)        | OC Safi                | Botola 1                    |
| Haitam El Bahja    | Attaquant         | 29  | Transfert libre   | 6 mois (2023)        | Fath US                | Botola 1                    |

## Compétitions

### Coupe du trône
La Coupe du trône 2021-2022 est la 66e édition de la Coupe du Trône de football sous l'égide de la Fédération royale marocaine de football depuis sa création en 1956. C'est une compétition à élimination directe, organisée annuellement et ouverte aux clubs amateurs et professionnels affiliés à la FRMF. Le vainqueur de la Coupe s'offre une place en Coupe de la confédération, s'il n'est pas déjà qualifié pour la Ligue des champions de la CAF.
Le Raja CA totalise 8 titres dans cette compétition, dont le dernier a été remporté en 2017 sous la houlette de Juan Carlos Garrido.
| Date       | Tour           | Adversaire     | Lieu                                    | Score           |
| ---------- | -------------- | -------------- | --------------------------------------- | --------------- |
| 15/03/2023 | 1/16 de finale | CAY Berrechid  | Stade municipal de Berrechid, Berrechid | 0-1             |
| 12/04/2023 | 1/8 de finale  | HUS Agadir     | Stade Adrar, Agadir                     | 0-0 (t.a.b 3-5) |
| 14/05/2023 | 1/4 de finale  | SCC Mohammédia | Stade Bachir, Mohammédia                | 2-1             |
| 09/07/2023 | Demi-finale    | Wydad AC       | Stade Mohammed V, Casablanca            | 0-1             |
| 15/07/2023 | Finale         | RS Berkane     | Complexe Moulay Abdallah, Rabat         | 1-0             |

### Championnat
La Botola 2022-2023 est la 95e édition du championnat du Maroc de football et la 67e édition sous l'égide de la Fédération royale marocaine de football depuis sa création en 1956. La division oppose seize clubs en une série de trente rencontres, chaque club se rencontrant à deux reprises. Les meilleurs du championnat se qualifient pour les coupes d'Afrique que sont la Ligue des Champions pour le champion et vice-champion, et la Coupe de la confédération pour le troisième.
Le Raja CA participe à cette compétition pour la 67e fois de son histoire et n'a jamais quitté l'élite du football marocain depuis la première édition de 1956-1957, un record national. L'équipe participe à cette édition après avoir terminé le championnat 2021-2022 en deuxième position.

#### Journées 1 à 5
| Date       | J.  | Adversaire     | Lieu                         | Score |
| ---------- | --- | -------------- | ---------------------------- | ----- |
| 03/09/2022 | 1re | OC Safi        | Stade Mohammed V, Casablanca | 2-2   |
| 09/09/2022 | 2e  | US Touarga     | Stade du FUS, Rabat          | 1-0   |
| 18/09/2022 | 3e  | MA Tétouan     | Stade Mohammed V, Casablanca | 1-1   |
| 30/09/2022 | 4e  | SCC Mohammédia | Stade Bachir, Mohammédia     | 0-0   |
| 19/10/2022 | 5e  | HUS Agadir     | Stade Mohammed V, Casablanca | 1-0   |

#### Journées 6 à 10
| Date       | J.  | Adversaire   | Lieu                             | Score |
| ---------- | --- | ------------ | -------------------------------- | ----- |
| 23/10/2022 | 6e  | Wydad AC     | Stade Mohammed V, Casablanca     | 2-1   |
| 29/10/2022 | 7e  | Fath US      | Stade Mohammed V, Casablanca     | 1-0   |
| 05/11/2022 | 8e  | JS Soualem   | Stade Bachir, Mohammédia         | 1-4   |
| 27/12/2022 | 9e  | Maghreb AS   | Stade Mohammed V, Casablanca     | 0-0   |
| 03/01/2023 | 10e | OC Khouribga | Complexe du Phosphate, Khouribga | 0-0   |

#### Journées 11 à 15
| Date       | J.  | Adversaire   | Lieu                                | Score |
| ---------- | --- | ------------ | ----------------------------------- | ----- |
| 06/01/2023 | 11e | IR Tanger    | Stade Mohammed V, Casablanca        | 3-0   |
| 14/01/2023 | 12e | RS Berkane   | Stade municipal de Berkane, Berkane | 0-2   |
| 17/01/2023 | 13e | MC Oujda     | Stade Mohammed V, Casablanca        | 2-1   |
| 21/01/2023 | 14e | AS FAR       | Stade Mohammed V, Casablanca        | 1-0   |
| 24/01/2023 | 15e | DH El Jadida | Stade Ben-Ahmed-El-Abdi, El Jadida  | 0-0   |

#### Journées 16 à 20
| Date       | J.  | Adversaire     | Lieu                         | Score |
| ---------- | --- | -------------- | ---------------------------- | ----- |
| 28/01/2023 | 16e | OC Safi        | Stade El Massira, Safi       | 3-1   |
| 22/02/2023 | 17e | US Touarga     | Stade Mohammed V, Casablanca | 2-1   |
| 28/02/2023 | 18e | MA Tétouan     | Stade Saniat-Rmel, Tétouan   | 1-0   |
| 04/03/2023 | 19e | SCC Mohammédia | Stade Mohammed V, Casablanca | 1-0   |
| 12/03/2023 | 20e | HUS Agadir     | Stade Adrar, Agadir          | 2-1   |

#### Journées 21 à 25
| Date       | J.  | Adversaire   | Lieu                         | Score |
| ---------- | --- | ------------ | ---------------------------- | ----- |
| 05/04/2023 | 21e | Wydad AC     | Stade Mohammed V, Casablanca | 2-2   |
| 08/04/2023 | 22e | Fath US      | Stade Moulay Hassan, Rabat   | 3-0   |
| 15/04/2023 | 23e | JS Soualem   | Stade Mohammed V, Casablanca | 0-0   |
| 03/05/2023 | 24e | Maghreb AS   | Stade de Fès, Fès            | 2-1   |
| 06/05/2023 | 25e | OC Khouribga | Stade Mohammed V, Casablanca | 0-1   |

#### Journées 26 à 30
| Date       | J.  | Adversaire   | Lieu                            | Score |
| ---------- | --- | ------------ | ------------------------------- | ----- |
| 21/05/2023 | 26e | IR Tanger    | Stade Ibn-Batouta, Tanger       | 0-0   |
| 14/06/2023 | 27e | RS Berkane   | Stade Mohammed V, Casablanca    | 2-1   |
| 17/06/2023 | 28e | MC Oujda     | Stade d'honneur d'Oujda, Oujda  | 0-0   |
| 20/06/2023 | 29e | AS FAR       | Complexe Moulay Abdallah, Rabat | 0-0   |
| 23/06/2023 | 30e | DH El Jadida | Stade Mohammed V, Casablanca    | 3-2   |

#### Classement
| Rang | Équipe           | Pts | J  | G  | N  | P | Bp | Bc | Diff | Qualification ou relégation                     |
| ---- | ---------------- | --- | -- | -- | -- | - | -- | -- | ---- | ----------------------------------------------- |
| 3    | Fath Union Sport | 50  | 27 | 14 | 8  | 5 | 33 | 14 | +19  | Qualification pour la Coupe de la confédération |
| 4    | Olympique Safi   | 41  | 27 | 10 | 11 | 6 | 29 | 25 | +4   |                                                 |
| 5    | Raja CA          | 39  | 27 | 10 | 9  | 8 | 28 | 24 | +4   |                                                 |
| 6    | RS Berkane       | 37  | 27 | 9  | 10 | 8 | 26 | 28 | −2   |                                                 |
| 7    | Jeunesse Soualem | 36  | 27 | 9  | 9  | 9 | 29 | 31 | −2   |                                                 |

### Ligue des champions
La Ligue des champions 2022-2023 est la 59e édition de la plus prestigieuse des compétitions africaines inter-clubs, la Ligue des champions de la CAF. Le Raja Club Athletic participe à cette compétition pour la 20e fois de son histoire, un record national, et il l'a déjà remporté à trois reprises. Exempté du premier tour, les Verts disputeront un seul tour (aller-retour) pour se qualifier à la phase de poules. Les quatre premiers et les quatre deuxièmes de chaque groupe participent à la phase finale, qui débute par les quarts de finale.
L'équipe participe à cette édition après l'élimination controversée de la Ligue des champions 2021-2022 en quarts de finale face à Al Ahly SC.

#### Tour de qualification
Le 9 août 2022, le tirage au sort du premier tour oppose le Raja au vainqueur de la rencontre entre l'ASN Nigelec et l'Académie SOAR.
| Date       | Tour                  | Adversaire  | Lieu                         | Score |
| ---------- | --------------------- | ----------- | ---------------------------- | ----- |
| 08/10/2022 | Premier tour - Aller  | ASN Nigelec | Stade Seyni-Kountché, Niamey | 0-2   |
| 15/10/2022 | Premier tour - Retour | ASN Nigelec | Stade Mohammed-V, Casablanca | 1-0   |

#### Phase de poules
| Date       | J.        | Adversaire | Lieu                                | Score |
| ---------- | --------- | ---------- | ----------------------------------- | ----- |
| 11/02/2023 | Journée 1 | Vipers SC  | Stade Mohamed V, Casablanca         | 5-0   |
| 18/02/2023 | Journée 2 | Simba SC   | William Mkapa Stadium, Dar es Salam | 0-3   |
| 25/02/2023 | Journée 3 | Horoya AC  | Stade Mohamed V, Casablanca         | 2-0   |
| 07/03/2023 | Journée 4 | Horoya AC  | Stade du 26-Mars, Bamako            | 1-3   |
| 18/03/2023 | Journée 5 | Vipers SC  | St. Mary's Stadium-Kitende, Entebbe | 1-1   |
| 31/03/2023 | Journée 6 | Simba SC   | Stade Mohamed V, Casablanca         | 3-1   |

| Rang | Équipe    | Pts | J | G | N | P | Bp | Bc | Diff |  | Résultats (▼ dom., ► ext.) |     |     |     |     |
| ---- | --------- | --- | - | - | - | - | -- | -- | ---- |  | -------------------------- | --- | --- | --- | --- |
| 1    | Raja CA   | 16  | 6 | 5 | 1 | 0 | 17 | 3  | +14  |  | Raja CA                    |     | 3-1 | 2-0 | 5-0 |
| 2    | Simba SC  | 9   | 6 | 3 | 0 | 3 | 10 | 7  | +3   |  | Simba SC                   | 0-3 |     | 7-0 | 1-0 |
| 3    | Horoya AC | 7   | 6 | 2 | 1 | 3 | 4  | 12 | -8   |  | Horoya AC                  | 1-3 | 1-0 |     | 2-0 |
| 4    | Vipers SC | 2   | 6 | 0 | 2 | 4 | 1  | 10 | -9   |  | Vipers SC                  | 1-1 | 0-1 | 0-0 |     |

#### Phase finale
| Date       | Tour                   | Adversaire | Lieu                                   | Score |
| ---------- | ---------------------- | ---------- | -------------------------------------- | ----- |
| 22/04/2023 | 1/4 de finale - Aller  | Al Ahly SC | Stade international du Caire, Le Caire | 2-0   |
| 29/04/2023 | 1/4 de finale - Retour | Al Ahly SC | Stade Mohammed V, Casablanca           | 0-0   |

## Statistiques

### Statistiques collectives
| Compétition         | Résultat        | Matches joués | Gagnés | Nuls | Perdus | Buts pour | Buts contre | Différence |
| ------------------- | --------------- | ------------- | ------ | ---- | ------ | --------- | ----------- | ---------- |
| Botola              | 5e              | 30            | 11     | 11   | 8      | 31        | 26          | +5         |
| Coupe du Trône      | Finaliste       | 5             | 3      | 1    | 1      | 4         | 2           | +2         |
| Ligue des champions | Quart de finale | 10            | 7      | 2    | 1      | 20        | 5           | +15        |
| Total               | Total           | 45            | 21     | 14   | 10     | 55        | 33          | +22        |

### Statistiques individuelles

#### Onze de départ
| \| No. \| Pos. \| Joueur \| Titulaire \| Remplaçant \| \| --- \| ---- \| ------------------ \| --------- \| --------------------------------------------------------------------------------------- \| \| 1 \| GB \| Anas Zniti \| 40 \| Gaya a 3 titularisations et Fakhr a 2 titularisations \| \| 25 \| DD \| Abdessamad Badaoui \| 19 \| Madkour a 15 titularisations \| \| 4 \| DC \| Ismael Mokadem \| 28 \| Hadhoudi a 27 titularisations \| \| 15 \| DC \| Jamal Harkass \| 33 \| Arrassi a 3 titularisations \| \| 3 \| DG \| Mahmoud Bentayg \| 35 \| Nahiri a 9 titularisations et Labib a 2 titularisations \| \| 18 \| MD \| Roger Aholou \| 32 \| Sabbar a 17 titularisations, Camara a 6 titularisations et El Wardi a 3 titularisations \| \| 23 \| MR \| Mohamed Makahasi \| 24 \| Benguit a 10 titularisations et El Forsy a 1 titularisation \| \| 19 \| MO \| Mohamed Zrida \| 33 \| Hafidi a 8 titularisations et Moujahid a 2 titularisations \| \| 26 \| AiG \| Yousri Bouzok \| 33 \| Zerhouni a 15 titularisations \| \| 14 \| AiD \| Zakaria Habti \| 17 \| Hadraf a 9 titularisations et Boulacsoute a 11 titularisations \| \| 17 \| AC \| Hamza Khabba \| 27 \| Benjdida a 10 titularisations, Méyé a 9 titularisations et Rahimi a 1 titularisation \| | Zniti (C) Harkass Mokadem Badaoui Bentayg Aholou Makahasi Zrida Zerhouni Bouzok Khabba |                    |           |                                                                                         |
| No. | Pos.                                                                                   | Joueur             | Titulaire | Remplaçant                                                                              |
| 1 | GB                                                                                     | Anas Zniti         | 40        | Gaya a 3 titularisations et Fakhr a 2 titularisations                                   |
| 25 | DD                                                                                     | Abdessamad Badaoui | 19        | Madkour a 15 titularisations                                                            |
| 4 | DC                                                                                     | Ismael Mokadem     | 28        | Hadhoudi a 27 titularisations                                                           |
| 15 | DC                                                                                     | Jamal Harkass      | 33        | Arrassi a 3 titularisations                                                             |
| 3 | DG                                                                                     | Mahmoud Bentayg    | 35        | Nahiri a 9 titularisations et Labib a 2 titularisations                                 |
| 18 | MD                                                                                     | Roger Aholou       | 32        | Sabbar a 17 titularisations, Camara a 6 titularisations et El Wardi a 3 titularisations |
| 23 | MR                                                                                     | Mohamed Makahasi   | 24        | Benguit a 10 titularisations et El Forsy a 1 titularisation                             |
| 19 | MO                                                                                     | Mohamed Zrida      | 33        | Hafidi a 8 titularisations et Moujahid a 2 titularisations                              |
| 26 | AiG                                                                                    | Yousri Bouzok      | 33        | Zerhouni a 15 titularisations                                                           |
| 14 | AiD                                                                                    | Zakaria Habti      | 17        | Hadraf a 9 titularisations et Boulacsoute a 11 titularisations                          |
| 17 | AC                                                                                     | Hamza Khabba       | 27        | Benjdida a 10 titularisations, Méyé a 9 titularisations et Rahimi a 1 titularisation    |

#### Statistiques des buteurs
| Rang                | Joueur              | Botola | Coupe du trône | Ligue des Champions | Total |
| ------------------- | ------------------- | ------ | -------------- | ------------------- | ----- |
| 1                   | Hamza Khabba        | 2      | 1              | 5                   | 8     |
| 2                   | Mohamed Nahiri      | 4      | 0              | 2                   | 6     |
| 3                   | Soufiane Benjdida   | 3      | 0              | 3                   | 6     |
| 4                   | Mohamed Zrida       | 3      | 1              | 1                   | 5     |
| 5                   | Yousri Bouzok       | 3      | 0              | 1                   | 4     |
| 6                   | Jamal Harkass       | 3      | 0              | 1                   | 4     |
| 7                   | Zakaria Habti       | 2      | 0              | 1                   | 3     |
| 8                   | Walid Sabbar        | 0      | 1              | 2                   | 3     |
| 9                   | Nawfel Zarhouni     | 2      | 0              | 1                   | 3     |
| 10                  | Roger Aholou        | 1      | 0              | 1                   | 2     |
| 11                  | Mohamed Boulacsoute | 1      | 0              | 1                   | 2     |
| 12                  | Mahmoud Bentayg     | 2      | 0              | 0                   | 2     |
| 13                  | Zakaria Hadraf      | 1      | 0              | 0                   | 1     |
| 14                  | Ismail Mokadem      | 0      | 0              | 1                   | 1     |
| 15                  | Marouane Hahdoudi   | 1      | 0              | 0                   | 1     |
| 16                  | Bouchaib Arrassi    | 1      | 0              | 0                   | 1     |
| But contre son camp | But contre son camp | 2      | 1              | 0                   | 3     |
| Total               | Total               | 31     | 4              | 20                  | 55    |

(Les chiffres ci-dessus ne sont valables que pour les matchs officiels)

#### Statistiques des passeurs
| Rang  | Joueur              | Botola | Coupe du trône | Ligue des Champions | Total |
| ----- | ------------------- | ------ | -------------- | ------------------- | ----- |
| 1     | Yousri Bouzok       | 3      | 1              | 3                   | 7     |
| 2     | Hamza Khabba        | 5      | 0              | 1                   | 6     |
| 3     | Zakaria Habti       | 3      | 0              | 2                   | 5     |
| 4     | Jamal Harkass       | 1      | 0              | 2                   | 3     |
| 5     | Axel Méyé           | 1      | 0              | 1                   | 2     |
| 6     | Mohamed Zrida       | 1      | 0              | 1                   | 2     |
| 7     | Raouf Benguit       | 0      | 0              | 2                   | 2     |
| 8     | Mahmoud Bentayg     | 1      | 1              | 0                   | 2     |
| 9     | Mohamed Makahasi    | 1      | 0              | 1                   | 2     |
| 10    | Nawfel Zarhouni     | 2      | 0              | 0                   | 2     |
| 11    | Abdelilah Hafidi    | 1      | 0              | 0                   | 1     |
| 12    | Mohamed Boulacsoute | 1      | 0              | 0                   | 1     |
| 13    | Soufiane Benjdida   | 0      | 0              | 1                   | 1     |
| 14    | Marouane Hadhoudi   | 1      | 0              | 0                   | 1     |
| 15    | Zakaria Labib       | 0      | 0              | 1                   | 1     |
| 16    | Abdelhay El Forsy   | 1      | 0              | 0                   | 1     |
| Total | Total               | 22     | 2              | 15                  | 39    |